# 中国驻莱索托大使馆
中华人民共和国驻莱索托王国大使馆（英語：Embassy of the People's Republic of China in the Kingdom of Lesotho），简称中国驻莱索托大使馆，是中华人民共和国驻莱索托的外交代表机构，位于马塞卢联合国路（United Nations Road, Maseru）。

## 机构设置
中国驻莱索托大使馆设置下列机构：
- 政治新闻处
- 经商处
- 办公室